# Dan O'Bannon
Daniel Thomas O'Bannon, meglio conosciuto come Dan O'Bannon (Saint Louis, 30 settembre 1946 – Los Angeles, 17 dicembre 2009), è stato uno sceneggiatore ed effettista statunitense.

## Biografia
Figlio di Bertha Lowenthal e Thomas Sidney O'Bannon, carpentiere, frequenta la University of Southern California e qui incontra John Carpenter, col quale realizza un cortometraggio dal titolo Dark Star, che diventerà lungometraggio nel 1974. Qui O'Bannon svolge diverse mansioni, dalla sceneggiatura e il montaggio fino alla recitazione in uno dei ruoli principali.
Da sempre appassionato di fantascienza e horror, dedicherà la sua vita alla sceneggiatura. Nel 1975, ingaggiato da Alejandro Jodorowsky per gli effetti speciali di Dune, visita Parigi e conosce Jean Giraud (meglio noto come Moebius), anch’egli impegnato nella preparazione del film. Dall’incontro tra i due nascerà The Long Tomorrow, disegnato da Moebius su sceneggiatura di O´Bannon. Dopo il fallimentare progetto Dune, per il quale avrebbe dovuto supervisionare gli effetti speciali, insieme con Ronald Shusett scriverà la storia originale per quello che diventerà un cult della fantascienza nonché un modello per i futuri film del genere, Alien (1979).
Seguiranno le sceneggiature per altri film, tra cui Tuono blu (1983), che però verrà pesantemente rimaneggiato e perderà gran parte della connotazione politica della sceneggiatura originale, e altri due film di genere fantascientifico, Space Vampires (1985) e Invaders (1986), entrambi però di scarso successo al botteghino. Nel 1985 tenta la strada della regia con Il ritorno dei morti viventi, che otterrà un discreto successo sia di pubblico che di critica, e darà vita a numerosi sequel.
Nel 1990 è di nuovo insieme a Ronald Shusett per la sceneggiatura di Atto di forza, ispirato a un racconto breve di Philip K. Dick dal titolo Ricordiamo per voi. A questo progetto, i due lavorano già dai tempi di Alien, e ancora prima scrivono una sceneggiatura che vedrà la luce solamente nel 1997 in un film a basso costo, Hemoglobin - Creature dall'inferno. Nel 1992 esce il suo secondo film da regista, una produzione a basso costo dal titolo The Resurrected (1992). Altra sceneggiatura dei primi anni ottanta che vedrà la luce solamente nel 1995 è Screamers - Urla dallo spazio, ispirato da un altro romanzo Philip K. Dick, Modello Due.
Muore a Los Angeles il 17 dicembre 2009 in seguito a complicazioni dovute alla malattia di Crohn, male contro cui lottava da 30 anni. Lascia la moglie Diane, e un figlio, Adam.

## Filmografia

### Sceneggiatore

#### Cinema
- Dark Star (1974)
- Alien (1979)
- Morti e sepolti (Dead & Buried) (1981)
- Heavy Metal (1981)
  - Soft Landing
  - B-17
- Tuono blu (Blue Thunder) (1983)
- Il ritorno dei morti viventi (The Return of the Living Dead) (1985)
- Space Vampires (Lifeforce) (1985)
- Invaders (Invaders from Mars) (1986)
- Atto di forza (Total Recall) (1990)
- Screamers - Urla dallo spazio (Screamers) (1995)
- Hemoglobin - Creature dell'inferno (Bleeders) (1997)

#### Televisione
- Tuono blu (Blue Thunder) (1983)
  - The Island (1984)
  - Arms Race (1984)
- Alien IV? (1994) (cortometraggio)

### Attore
- Dark Star (1974)
- Area 51: The Alien Interview (1997)
- Guardo, ci penso e nasco (Delivering Milo) (2001)

### Regista
- Il ritorno dei morti viventi (The Return of the Living Dead) (1985)
- The Resurrected (1992)

### Effetti visivi
- Dark Star (1974)
- Guerre stellari: Episodio IV - Una nuova speranza (Star Wars: Episode IV - A New Hope) (1977)